# Florian Le Joncour
Florian Le Joncour (Quimper, 3 februari 1995) is een Frans voetballer die sinds februari 2024 uitkomt voor SV Elversberg. Le Joncour is een verdediger.

## Carrière
Le Joncour genoot zijn jeugdopleiding bij US Châteauneuf du Faou, PD Ergué-Gabéric, ES Kerfeunteun en EA Guingamp. In 2013 maakte hij de overstap naar vierdeklasser US Concarneau. Met deze club bereikte hij in het seizoen 2014/15 de kwartfinale van de Coupe de France. Op 5 maart 2015 nam Le Joncour het in de kwartfinale op tegen zijn ex-club Guingamp, maar de derdeklasser slaagde er net niet in om te stunten tegen de toenmalige eersteklasser.
In juni 2015 maakte hij de overstap naar eersteklasser SM Caen, waar hij een driejarig contract ondertekende. Daar speelde hij geen enkele officiële wedstrijd voor het eerste elftal van de club. In het seizoen 2016/17 leende de club hem uit aan derdeklasser US Avranches. Ook met deze club bereikte hij de kwartfinale van de Coupe de France. Op 5 april 2017 ging Avranches, uitgerekend in het Stade Michel d'Ornano van Caen, met 0-4 onderuit tegen Paris Saint-Germain.
Na drie seizoenen bij Caen keerde de transfervrije Le Joncour in 2018 terug naar US Concarneau, dat inmiddels was gepromoveerd naar de Championnat National. Twee jaar later ging hij zijn eerste buitenlandse avontuur aan: in de zomer van 2020 ondertekende hij een contract van een jaar met een jaar optie bij de Belgische tweedeklasser RWDM.

## Clubstatistieken
| Seizoen         | Club            | Land               | Competitie           | Competitie | Competitie | Beker | Beker | Supercup | Supercup | Europees | Europees | Totaal | Totaal |
| Seizoen         | Club            | Land               | Competitie           | Wed.       | Dlp.       | Wed.  | Dlp.  | Wed.     | Dlp.     | Wed.     | Dlp.     | Wed.   | Dlp.   |
| --------------- | --------------- | ------------------ | -------------------- | ---------- | ---------- | ----- | ----- | -------- | -------- | -------- | -------- | ------ | ------ |
| 2013/14         | US Concarneau   | Vlag van Frankrijk | CFA                  | 0          | 0          | 0     | 0     | —        | —        | —        | —        | 0      | 0      |
| 2014/15         | US Concarneau   | Vlag van Frankrijk | CFA                  | 28         | 2          | 5     | 0     | —        | —        | —        | —        | 33     | 2      |
| 2015/16         | SM Caen         | Vlag van Frankrijk | Ligue 1              | 0          | 0          | 0     | 0     | —        | —        | —        | —        | 0      | 0      |
| 2016/17         | →US Avranches   | Vlag van Frankrijk | Championnat National | 24         | 1          | 5     | 1     | —        | —        | —        | —        | 29     | 2      |
| 2017/18         | SM Caen         | Vlag van Frankrijk | Ligue 1              | 0          | 0          | 0     | 0     | —        | —        | —        | —        | 0      | 0      |
| 2018/19         | US Concarneau   | Vlag van Frankrijk | Championnat National | 19         | 1          | 1     | 0     | —        | —        | —        | —        | 20     | 1      |
| 2019/20         | US Concarneau   | Vlag van Frankrijk | Championnat National | 33         | 1          | 3     | 0     | —        | —        | —        | —        | 36     | 1      |
| 2020/21         | RWDM            | Vlag van België    | Eerste klasse B      | 27         | 1          | 1     | 0     | —        | —        | —        | —        | 28     | 1      |
| 2021/22         | RWDM            | Vlag van België    | Eerste klasse B      | 27         | 4          | 2     | 0     | —        | —        | —        | —        | 29     | 4      |
| 2022/23         | RWDM            | Vlag van België    | Eerste klasse B      | 30         | 3          | 2     | 0     | —        | —        | —        | —        | 32     | 3      |
| 2023/24         | RWDM            | Vlag van België    | Eerste klasse A      | 11         | 0          | 2     | 0     | —        | —        | —        | —        | 13     | 0      |
| 2023/24         | SV Elversberg   | Vlag van Duitsland | 2. Bundesliga        | 1          | 0          | 0     | 0     | —        | —        | —        | —        | 1      | 0      |
| Carrière totaal | Carrière totaal | Carrière totaal    | Carrière totaal      | 200        | 13         | 21    | 1     | 0        | 0        | 0        | 0        | 221    | 14     |

Bijgewerkt op 9 februari 2024.
1 Lehmann ·
2 Baum ·
3 Le Joncour ·
5 Jäkel ·
6 Fellhauer ·
7 Feil ·
8 Sahin ·
10 Asllani ·
11 Dürholtz ·
17 Schmahl ·
19 Pinckert ·
20 Kristof ·
21 Stock ·
22 Ebnoutalib ·
23 Sickinger ·
24 Schnellbacher ·
25 Petkov ·
26 Sicker ·
27 Gerezgiher ·
28 Boss ·
29 Zimmerschied ·
30 Damar ·
31 Rohr ·
32 Pantschenko ·
33 Neubauer ·
Coach: Steffen